# アメリカーナ (文化)

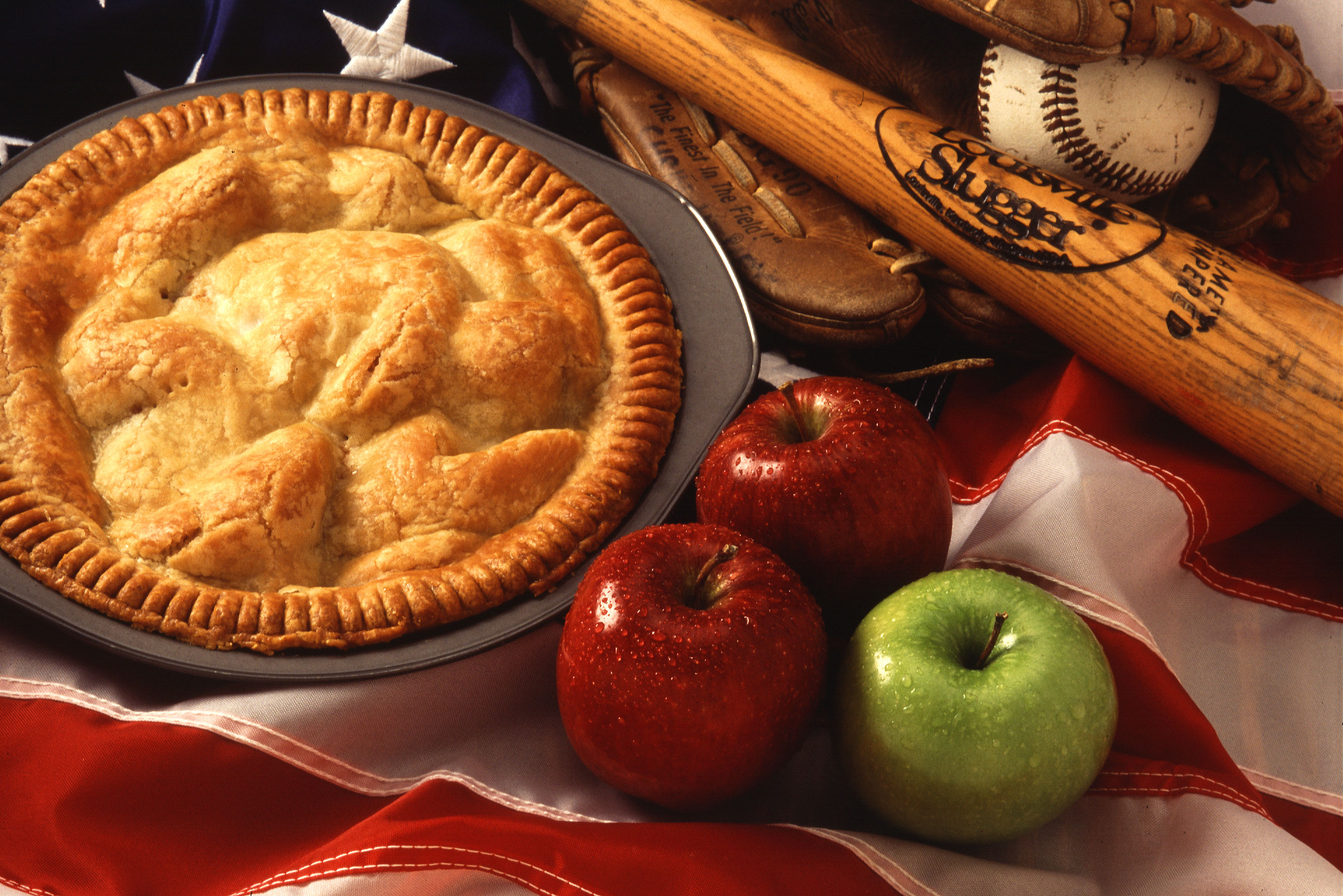
アップルパイ、野球、アメリカ国旗の3つは、よく知られるアメリカの文化的アイコンである。

アメリカ合衆国の歴史、地理、伝統、文化遺産に関係する工芸品、日用品などの類をアメリカーナ（英語: Americana）と呼ぶ。アメリカーナはアメリカ合衆国やアメリカ人特有の文化に関連したものや、そのコレクションを指す。
アメリカーナが何を指すものかということについては、ナショナル・アイデンティティや歴史的背景、愛国心、郷愁などに強く影響を受ける。アメリカンドリームといった、アメリカを特徴づけてきた精神、信条、理想がアメリカーナというアイディアの中心である。アメリカーナはモノだけでなく、アメリカ文化として広く特徴付けられてきた人や場所、概念や歴史的時代にまで及んでいる。
またアメリカーナという名前は、カントリー音楽、ルーツ・ロック音楽、伝統民謡、ブルーグラス音楽、ブルース音楽を含む多様なアメリカ音楽の要素を組み入れた、現代の音楽ジャンルであるアメリカーナ音楽を指すことがあり、独特なルーツ・ミュージック指向の音を生み出している。

## 郷愁
20世紀後半から、アメリカーナは世紀の変わり目の時期であるおよそ1880年から第一次世界大戦までの間の、一般に「古き良き時代」と考えられている時期にあたるアメリカの町や都市の理想的な生活への郷愁として主に概念化された。20世紀のアメリカの生活と文化の構造は、この時期、この場所で固められたとされている。アメリカ人作家のヘンリー・サイドル・キャンビーは「小さな町や都市、それこそが私たちの遺産である。私たちはそこから20世紀のアメリカを創ってきたのであり、これらの地域社会のありのままの姿を説明する義務を子や孫に負っている。」と述べている。多くの文化的遺産がアメリカーナに含まれる。古いものである必要はなく、たいていは典型的なアメリカでの経験と関連付けられる。アメリカ史のそれぞれの時代が、その当時の宣伝と市場戦略に反映されている。そうした時代に生まれた様々な種類の古美術品、収集品、記念品、年代物の品が広くアメリカーナと考えられている物の代表例である。『アトランティック』誌ではこの用語を「刺しゅう入り枕、南北戦争の鉄板写真、彫刻の入った銀食器類といった、一般雑貨店にある中流階級の心地よいエフェメラなどを指す」俗語として規定した。この時代への郷愁は、近年の米西戦争の勝利と同様に、アメリカのフロンティアを「征服」したことへの意識が要因として現れた、アメリカ人たる自信への追憶に基づいている。フロンティアの「消滅」は、1890年アメリカ政府によって宣言された 。イタリア系アメリカ人として育った小説家、ドン・デリーロは次のように述べている。
私の初めて書いた小説が『アメリカーナ』と呼ばれるのは偶然ではない。これは私だけの独立宣言であり、想像と文化全体を用いる意図を示すための主張である。アメリカは今も昔も移民にとっては夢の国である。そして二人の移民の息子として、可能性の感覚が私の祖父母と両親を惹きつけたことに私は魅力を感じた。（『ドン・デリーロ』との対話より。)
この理想化された期間における時代精神は、ディズニーランド内のメインストリートである、メインストリートUSAに表現されている（この区域はウォルト・ディズニーの故郷であるミズーリ州マーセリンと、ハーパー・ゴフが子供時代に過ごした町のコロラド州フォート・コリンズから着想を得ている）。また、ミュージカル映画『ミュージック・マン』やソーントン・ワイルダーの戯曲『わが町』にもそのような時代精神が現れている。また、理髪店や薬屋、ソーダ・ファウンテン、アイスクリーム店といった小さな町にある施設は、ノスタルジックなアメリカーナにおいて特に愛された。その中でもいくつかは、ファレルのアイスクリームチェーン店のようにその時代の商業に対する20世紀中頃に出てきた憧れによって、1890年代の様式と共に復活したものもある。
コカ・コーラ、リーヴァイスのブルージーンズ（とくに501s）、宗教的なキャンプ・ミーティング、白いピケット・フェンス、テント・リヴァイヴァルなどがアメリカーナの例としてあげられることがある。